# Ellen Tejle
Ellen Maria Tejle, (Sollefteå Angermanland, 9 d'abril de 1984) és una emprenedora i gestora de mitjans sueca.
Ellen Tejle va fundar i treballar la sala de cinema Bio Rio a Estocolm (2008-2016), va fundar i dirigir Bistro Barbro a Hornstull, Estocolm, i va crear la campanya A-marked que dona visibilitat a les dones en el cinema i des de 2017 és cap de l'empresa de Fanzingo.
A través de la campanya A-branded, va escriure un article d'opinió al The New York Times que va cridar l'atenció dels mitjans d'arreu del món.
La pel·lícula This Changes Everything és la primera a tractar la igualtat. Ellen Tejle va participar en aquesta pel·lícula, juntament amb estrelles de Hollywood com Geena Davis, Natalie Portman i Cate Blanchett.